# Ait Yafelman
Ait Yafelman (en tifinag: ⴰⵢⵜ ⵢⴰⴼⵍⵎⴰⵏ) literalmente: "Los que han encontrado la paz") es una confederación bereber cuyas tribus habitan en el Alto Atlas oriental y en Tafilálet.

## Historia

### Introducción
Antiguamente, los Ait Yafelman vivían al sur del Alto Atlas oriental, en el cañón de Todgha,  Gheghis, Río Dadès, Imedghass y Río Ziz. En el siglo XVI, los Ait Yafelman traspasaron los pasos de montaña de los montes Ayachi y Maskar, para extenderse por un nuevo y vasto territorio.

### Formación de la alianza tribal
Los Ait Izdeg, Ait Merghad, Ait Hdiddou y los Ait Yahya concluyeron en 1645-1646, dentro de los muros de la zauía Assoul, el pacto tribal de los Ait Yafelman, una alianza por la que las tribus acordaron otorgar protección a los jerifes de Assoul, los descendientes de Sidi Bouyaacoub, este documento, según Laarbi Mezzine, sitúa a los Ait Hdiddou en lo más alto de la lista de tribus de esta confederación, establecida a instancias de los gobernadores alauitas de Tafilálet, esta alianza se estableció para resistir mejor el expansionismo de la zauía Dila y de los Ait Atta, contra ellos los Ait Izdeg lucharon durante los siglos XVIII y XIX.

### La batalla de Tazizaoute
Tras la entrada de las tropas coloniales francesas en Tounfit, 1.000 combatientes Ait Sidi Yahya Ou Youssef, Ait Sidi Ali, Ichequiren, Ait Ihand, Ait Amer, Ait Sidi Hsain (Aghbala), Ait Hnini (Tikajouine), Ait Hamou, Ait Icha,Ait Yahya, Ait Soukhmane y Ait Hdiddou, liderados por el morabito Sidi El Mekki Amhaouch, se desplegaron por el flanco occidental del monte Tazigzaout, a finales de agosto de 1932, en una zona boscosa de cedros. Los feroces combates duraron tres semanas, y la heroica resistencia de los rebeldes bereberes terminó el 13 de septiembre de 1932, tras la batalla de Tazizaoute, con la rendición de Sidi El Mekki. Las tropas coloniales francesas obtuvieron ayuda de los goumiers marroquíes.

## Idioma
Su idioma es el Tamazight del Marruecos Central hablado en Marruecos. La confederación de los Aït Yafelman incluye a cuatro tribus principales: Los Aït Hdiddou, Aït Merghad, Aït Izdeg y Aït Yahia. Afirman ser una población de origen Sanhaya.

## Territorio
El historiador Michel Peyron delimitó el territorio de los Ait Yafelman de la siguiente manera: “Todo el Alto Atlas entre Tounfite, Midelt y Tizi n'Telghemt en el norte, y Msemrir, Guelmim-Esmara, Er-Rachidía y Boudnib, en el sur; teniendo como líneas de demarcación, al este el valle de Oued Ait Aissa, y al oeste el curso superior del Oued El Abid, Assif Melloul y Dades”.
Este vasto territorio está en contacto directo con los Ait Atta, sus rivales históricos, al suroeste, los Ait Soukhmane al oeste, los Ait Myeld al norte, los Ait Youssi y los Ait El Haj al noreste y los Ait Seghrouchen al este. El territorio de los Ait Yafelman, es una zona montañosa dominada por el monte Ayachi, la cumbre del Alto Atlas oriental que culmina a 3.737 metros de altitud sobre el nivel del mar.

## Tribus
La confederación de los Ait Yafelman incluye a las cuatro grandes tribus originales, que son: Ait Hdiddou, Ait Merghad, Ait Izdeg y Ait Yahia, a estas tribus se fueron uniendo gradualmente, y a veces temporalmente, tribus de menor importancia, en particular los Ait Aissa, Ait Ayach, Ait Ouafella, los árabes Sebbah de Tafilálet y la tribu Bou Nasser de la región de Bouanane.